# Jerzyce
Jerzyce [pronunciación en polaco: /jɛˈʐɨt͡sɛ/] es un pueblo ubicado en el distrito administrativo de Gmina Piotrków Kujawski, dentro del Distrito de Radziejów, Voivodato de Cuyavia y Pomerania, en el norte de Polonia central. Se encuentra aproximadamente a 5 kilómetros al noroeste de Piotrków Kujawski, a 9 kilómetros al suroeste de Radziejów, y a 53 kilómetros al sur de Toruń.